# Carebara silvestrii
Carebara silvestrii é uma espécie de inseto do gênero Carebara, pertencente à família Formicidae.